# Pierre du Mage
Pierre du Mage (* November 1674 in Beauvais, getauft am 23. November 1674; † 2. Oktober 1751 in Laon) war ein französischer Organist und Komponist.

## Leben
Seinen ersten Musikunterricht erhielt du Mage höchstwahrscheinlich von seinem Vater, der Organist an der Kathedrale von Beauvais war. Im Alter von 20 Jahren begab sich du Mage nach Paris, um bei Louis Marchand zu studieren. Dort lernte er auch Nicolas Lebègue kennen, der ihn 1703 für die Stelle des Organisten an der Kollegiatkirche von Saint-Quentin empfahl. 1710 wurde du Mage zum Titularorganisten der Kathedrale von Laon ernannt, jedoch führten Spannungen mit seinen Vorgesetzten im Kirchenkapitel dazu, dass er am 30. März 1719 im Alter von 45 Jahren seinen Dienst quittierte und Verwaltungsbeamter wurde. Bis zu seinem Tod 32 Jahre später betrieb er keine professionelle Musikausübung mehr.

## Werk
Die einzige erhaltene Sammlung mit Werken du Mages stellt sein Premier livre d’orgue dar, das 1708 veröffentlicht wurde. Es ist dem Kirchenkapitel von Saint-Quentin gewidmet und enthält eine einzige Suite du premier ton, die sich aus acht Stücken in den traditionellen französischen Formen – Plein jeu, Fugue, Trio, Tierce en taille, Basse de Trompette, Récit, Duo und Grand jeu – zusammensetzt. Wie er selbst im kurzen Vorwort der Sammlung anmerkt, orientieren sich diese Stücke am Stil seines früheren Lehrers Marchand.
Sein zweites Livre d'orgue widmete er 1712 dem Kapitel der Kathedrale von Laon, es gilt als verschollen.